# Zamienice
Zamienice (in tedesco: Samitz) è un villaggio polacco nel comune rurale di Chojnów del distretto di Legnica, nel voivodato della Bassa Slesia.
Prima del 1945 faceva parte della Germania. Negli anni 1975-1998 apparteneva amministrativamente al Voivodato di Legnica.
Dista circa 6 chilometri a nord da Chojnów, 19 chilometri a nord-ovest da Legnica e 79 chilometri a ovest da Breslavia, capoluogo del voivodato della Bassa Slesia.
È nato in questa località il chimico e fisico Johann Wilhelm Ritter a cui si deve la scoperta dei raggi ultravioletti. Sul territorio si trova anche una chiesa dedicata all'Assunzione della Vergine Maria risalente al XIV Secolo.